# ブラックジャスティス
ブラックジャスティスは、かつてあった日本のプロレスラーのユニット。プロレスリング華☆激を主戦場として活動するヒールのユニットだった。2010年、九州プロレスのリングで復活。

## 経歴
華☆激旗揚げから唯一のヒールだったディアブロが、2004年12月に福岡市のアクロス福岡で行われた「E.D.G.E2」における、相島勇人との久しぶりの対戦を契機に急接近。
2005年8月、さざんぴあ大会において黒影を交えた3人で、ブラックジャスティスを結成した。
2006年の末、メンバーに久保希望が加わる。
2007年2月3日、定期戦が「BLACK JUSTICE WORLD」と銘打たれた、ブラックジャスティス主催興行で行われた。
2009年1月11日、ディアブロ、黒影の退団により解散。
その後、ディアブロは九州プロレスへ入団しベビーターン、人気レスラー「博多ぶらぶら」として活躍していたが、相島勇人もそれを追うように、2009年12月、華☆激から撤退し、突如、九州プロレスに乱入、筑前りょう太を急襲。2010年5月〜7月、「博多ぶらぶら」ことディアブロを改心させ、タッグ再結成。さらに黒影も合流し、九州プロレスのリングでブラックジャスティスを復活させた。

## その他
- コーナーポストを外したり、ロープに飛んだ相手の足を引っ張ったり、イスを使った攻撃をしたりと手の付けようのないラフファイトを展開していた。また、連携攻撃がスムーズで、観客に対する表現力があった。
- マグニチュード岸和田がメンバー入りするなど、着実に増殖が進行していた。ボスのディアブロは他団体にブラックジャスティスでの進出も考えていたようである。
- マイク担当は黒影。
- 相島勇人のマイクパフォーマンスは華☆激随一の面白さを誇る。全日本系の団体に上がった経験が生かされており、ラッシャー木村や永源遙を髣髴とさせる。相島は12月大会にサンタの格好をしてプレゼントをファンに配ったり、2月大会で袴で入場して子供たちと一緒に豆まきをしたりとファンサービスに余念がない。

## メンバー
- ディアブロ（リーダー）
- 黒影
- 久保希望
- 相島勇人